# Piper cojimaranum
Piper cojimaranum är en pepparväxtart som beskrevs av William Trelease. Piper cojimaranum ingår i släktet Piper och familjen pepparväxter. Inga underarter finns listade i Catalogue of Life.